# Den modiga lilla brödrosten
Den modiga lilla brödrosten, engelska: The Brave Little Toaster, även Den modiga brödrostens äventyr, är en animerad komedifilm från 1987 i regi av Jerry Rees. Filmen är baserad på boken The Brave Little Toaster av Thomas Disch. Den producerades av Hyperion Pictures med stöd av Walt Disney Pictures. Några av originalrösterna görs av Deanna Oliver, Timothy E. Day, Tim Stack, Jon Lovitz och Thurl Ravenscroft.

## Handling
Filmen handlar om en brödrost och hennes vänner: en elektrisk filt, en bordslampa, en dammsugare och en radioapparat, som lämnats ensamma i ett sommarhus. Tillsammans ger de sig ut i världen för att söka rätt på husets ägare.

## Rollista i urval
| Roll              | Originalröst      | Svensk röst         |
| ----------------- | ----------------- | ------------------- |
| Brödrosten        | Deanna Oliver     | Helen Sjöholm       |
| Filten            | Timothy E. Day    | Cecilia Hjalmarsson |
| Lampan            | Tim Stack         | Håkan Mohede        |
| Radion            | Jon Lovitz        | Mats Qviström       |
| Dammsugaren Kirby | Thurl Ravenscroft | Kenneth Milldoff    |